# Distribution Select
Distribution Select est un distributeur de disques et de vidéos canadien fondé en 1959 à partir des Disques Alouette, lancés en 1952. Réactivé en 1983 par Archambault, le distributeur est depuis 1995 une filiale de Québecor Média et représente plus de la moitié de part de marché du disque francophone au Québec,.
Le 16 mars 2021, Québecor Sports et Divertissement annonce la cessation des activités de distribution de produits audio et audiovisuels, physiques et numériques de Distribution Select à compter du 2 juillet 2021.